# Arigomphus
Genre
Arigomphus est un genre de libellules de la famille des Gomphidae (sous-ordre des Anisoptères.

## Systématique
Après que Theodore Dru Alison Cockerell ait signalé à James George Needham que le genre Orcus qu'il souhaitait utiliser était déjà occupé, celui-ci l'a rebaptisé Arigomphus.

## Liste des espèces
Selon BioLib (19 avril 2020) :
- Arigomphus cornutus (Tough, 1900)
- Arigomphus furcifer (Hagen in Selys, 1878)
- Arigomphus lentulus (Needham, 1902)
- Arigomphus maxwelli (Ferguson, 1950)
- Arigomphus pallidus (Rambur, 1842)
- Arigomphus submedianus (Williamson, 1914)
- Arigomphus villosipes (Selys, 1854)

## Publication originale
- (en) James G. Needham, « Preliminary studies of N. American Gomphinae », The Canadian Entomologist, Ottawa, Société d'entomologie du Canada, vol. 29, no 8,‎ août 1897, p. 181-186 (ISSN 0008-347X et 1918-3240, OCLC 01553087, DOI 10.4039/ENT29181-8, lire en ligne).